# Carbon Mobile
Carbon Mobile ist ein deutscher Smartphone-Hersteller mit Sitz in Berlin, der Stand 2023 das weltweit einzige Smartphone mit Gehäusen aus einem Verbundmaterial aus Kohlenstofffasern und Kunstharz (KfK) anbietet.

## Geschichte
Das Unternehmen wurde ursprünglich in den Vereinigten Arabischen Emiraten unter dem Namen CarbonWorks gegründet und zog 2016 erst nach Spanien und später nach Berlin um, wo es seitdem als Carbon Mobile GmbH firmiert. Im Oktober 2016 wurde auf der IT-Messe Gitex in Dubai ein Prototyp des Modells Carbon 1 MK I vorgestellt. 2017 wurde es auf der Start-Up-Veranstaltung 4YFN („Four years from now“. Deutsch: „In vier Jahren“) erstmals in Europa gezeigt.
Karbon findet in Smartphones auch Stand 2023 kaum Verwendung, da es Funksignale absorbiert und Wärme staut. Diese Probleme wurden durch die Verwendung des eigens entwickelten Verbundwerkstoffs Hybrid Radio Enable Composite Material (HyRECM) sowie den Vebau dünner Titanplatten nahe der Antennen gelöst. Anfangs gab es Überlegungen nur als Zulieferer tätig zu werden und andere Hersteller mit Gehäusen zu beliefern. Angeblich hatten andere Hersteller Interesse bekundet Carbon Mobiles Verfahren zu lizenzieren.
Im Februar 2020 wurde das Serienmodell Carbon 1 MK II vorgestellt und im März 2021 auf den Markt gebracht. Im September 2021 kündigte das Unternehmen an, die Montage der Telefone in das ehemalige Motorola-Werk nach Flensburg zu verlegen. Ingram Micro, welche zuvor bereits Reparaturen für Carbon Mobile durchführten, hatte dort 150 Smartphone probeweise zusammengebaut. Zeitgleich wurde eine Preissenkung von 800 auf 600 Euro angekündigt.
Die Fertigung in Deutschland war bis August 2022 nicht umgesetzt. Der Preis des Carbon 1 MK II war zu diesem Zeitpunkt auf diversen Verkaufsplattformen indes auf 200 Euro gefallen.
Im März 2023 gab Carbon Mobile eine Kooperation mit dem saudi-arabischen Chemiekonzern SABIC bekannt. Gemeinsam sollen funkdurchlässige Verbundstoffe aus Karbon für andere Elektronik und Automobilhersteller entwickelt und gefertigt werden, die zudem mindestens teilweise aus Produktionsabfällen und Recyclingmaterial hergestellt werden sollen.

## Carbon 1 MK II

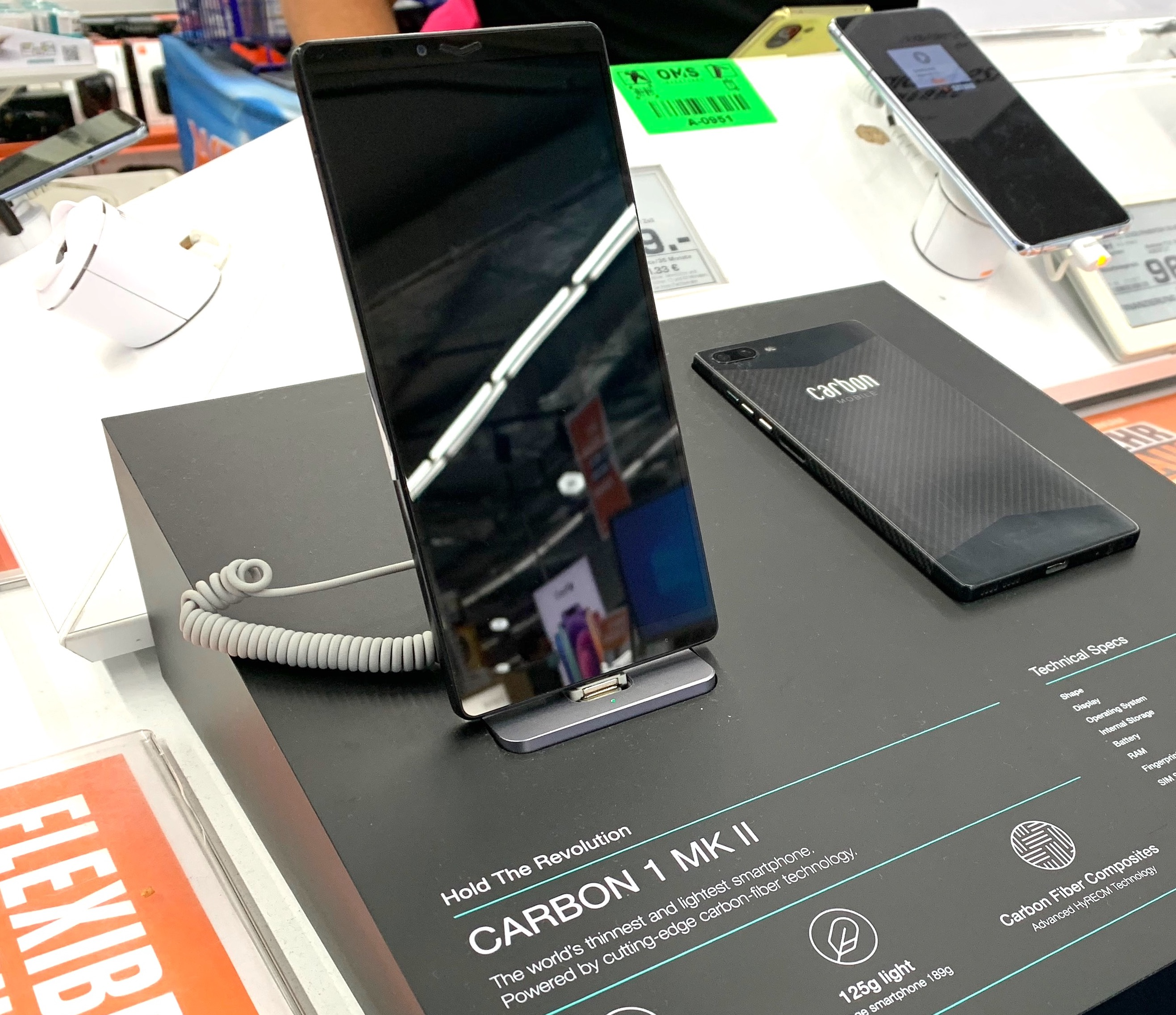
Smartphone von Carbon Mobile, 2021

Im Februar 2021 startete die Serienproduktion des Carbon 1 MK II.
In der Fachpresse wurden die zu diesem Zeitpunkt in weiten Teilen bereits veralteten technischen Komponenten (niedrige Rechenleistung, Kamera, Betriebssystem Android 10, keine 5G-Fähigkeit) und der vor diesem Hintergrund zu hohe Preis kritisiert. Positiv aufgenommen wurden das Design und der revolutionäre Ansatz des Gehäuses, das durch die Monocoque-Bauweise zu den leichtesten und dünnsten Smartphones weltweit zählt.
Das Gehäuse soll laut Herstellerangaben nur fünf Prozent Kunststoff enthalten und das Gerät leicht zu reparieren und recyceln sein.
Das Gehäusedesign wurde 2021 mit dem JEC Composites Connect Innovation Award ausgezeichnet.